# Bocanda
Bocanda är en ort i Elfenbenskusten. Den ligger i distriktet Lacs i den centrala delen av landet, 90 km öster om huvudstaden Yamoussoukro. Folkmängden uppgår till cirka 10 000 invånare.